# Maureen O'Hara
Maureen O'Hara, nata con il nome di Maureen FitzSimons (Dublino, 17 agosto 1920 – Boise, 24 ottobre 2015), è stata un'attrice irlandese naturalizzata statunitense.

## Biografia
Nata da Charles FitzSimons, di religione cattolica, e da Marguerita Lilburn, protestante, è ricordata per la sua avvenenza, per la fluente chioma di capelli rossi e per gli occhi verdi, che le valsero l'appellativo di "regina del Technicolor". Attrice di indubbie capacità, ebbe una carriera lunga e fortunata nell'arco di oltre un cinquantennio. Cantante lirica mancata (sul web è disponibile una rara versione di Danny Boy da lei registrata nel 1960 per l'album della Columbia Maureen O'Hara Sings her Favorite Irish Songs, che mette in evidenza le sue qualità vocali), fu avviata alla recitazione dai suoi familiari, anch'essi teatranti (sua madre era ella stessa una cantante lirica). A quattordici anni iniziò a recitare con la compagnia dell'Abbey Theatre all'Ireland's National Theatre di Dublino. Tre anni dopo si sposò, ma il matrimonio durò assai poco e fu successivamente annullato.

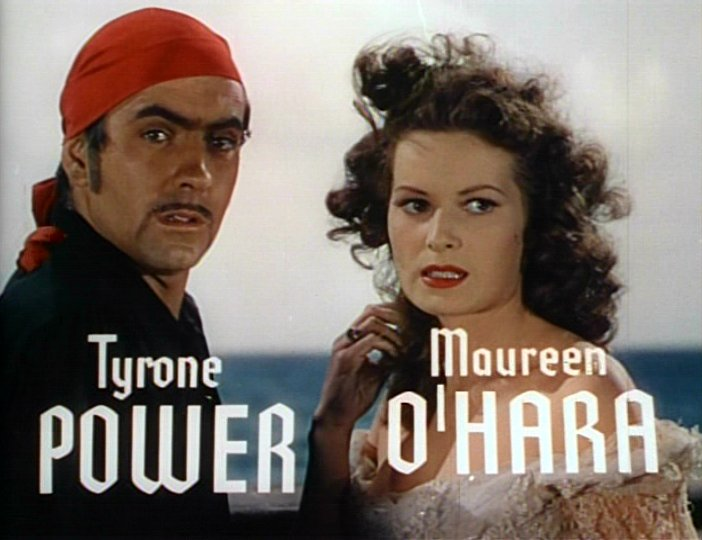
Con Tyrone Power nel trailer di Il cigno nero

Sia pure riluttante, appena diciottenne accettò di sottoporsi a un provino cinematografico a Londra che non ebbe successo, ma che le consentì di essere notata dall'attore Charles Laughton, il quale apprezzò le doti di attrice e il temperamento dell'aspirante star, ottenendo che fosse sottoposta a un nuovo esame. Il successivo provino andò meglio e le garantì un primo contratto della durata di sette anni, con il debutto nel 1938 in due film minori, My Irish Molly di Alex Bryce e La danza dei vagabondi di Walter Forde. L'anno seguente girò il suo primo film di rilievo, La taverna della Giamaica (1939) di Alfred Hitchcock, il quale ebbe per l'attrice parole di elogio dicendo di considerarla magnifica, dotata di charme e di particolare grazia. Nello stesso anno la O'Hara interpretò uno dei ruoli per cui è maggiormente ricordata, quello di Esmeralda nel film Notre Dame, dove fu diretta da William Dieterle, accanto a Charles Laughton nella parte del campanaro gobbo Quasimodo.
Tra gli anni quaranta e cinquanta, la filmografia dell'attrice include titoli molti popolari, fra cui Com'era verde la mia valle (1941) di John Ford, Il cigno nero (1942) di Henry King, Questa terra è mia (1943) di Jean Renoir, Il miracolo della 34ª strada (1947) di George Seaton, Sinbad il marinaio (1947) di Richard Wallace, La lunga linea grigia (1955) di John Ford, Lady Godiva (1955) di Arthur Lubin, Lisbon (1956) di Ray Milland, Il nostro agente all'Avana (1959) di Carol Reed. Lavorò in più occasioni con John Wayne, di cui fu buona amica, e sotto la direzione di John Ford in film come Rio Bravo (1950), Un uomo tranquillo (1952), Le ali delle aquile (1957).
Negli anni sessanta l'attrice continuò a girare film di successo, tra cui Il cowboy con il velo da sposa (1961) di David Swift, McLintock! (1963) di Andrew V. McLaglen, Quella nostra estate (1963) di Delmer Daves, Accadde un'estate (1965) di Delmer Daves, Rancho Bravo (1966) di Andrew V. McLaglen e Per grazia rifiutata (1970) di Michael Gordon. Dopo una pausa di venti anni tornò a recitare nella commedia Cara mamma, mi sposo (1991) di Chris Columbus, ove interpretava la madre di John Candy, e che rimane la sua ultima apparizione sul grande schermo.
Il nome della O'Hara - che fino al 2000 lavorò anche per la televisione - è iscritto fra quelli delle Celebrità della Hollywood Walk of Fame. Nel novembre 2014 le venne conferito il Premio Oscar alla carriera. Morì nel sonno il 24 ottobre 2015, all'età di 95 anni.

## Filmografia

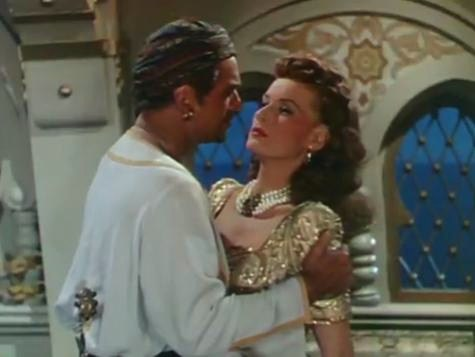
Con Douglas Fairbanks Jr. in Sinbad il marinaio

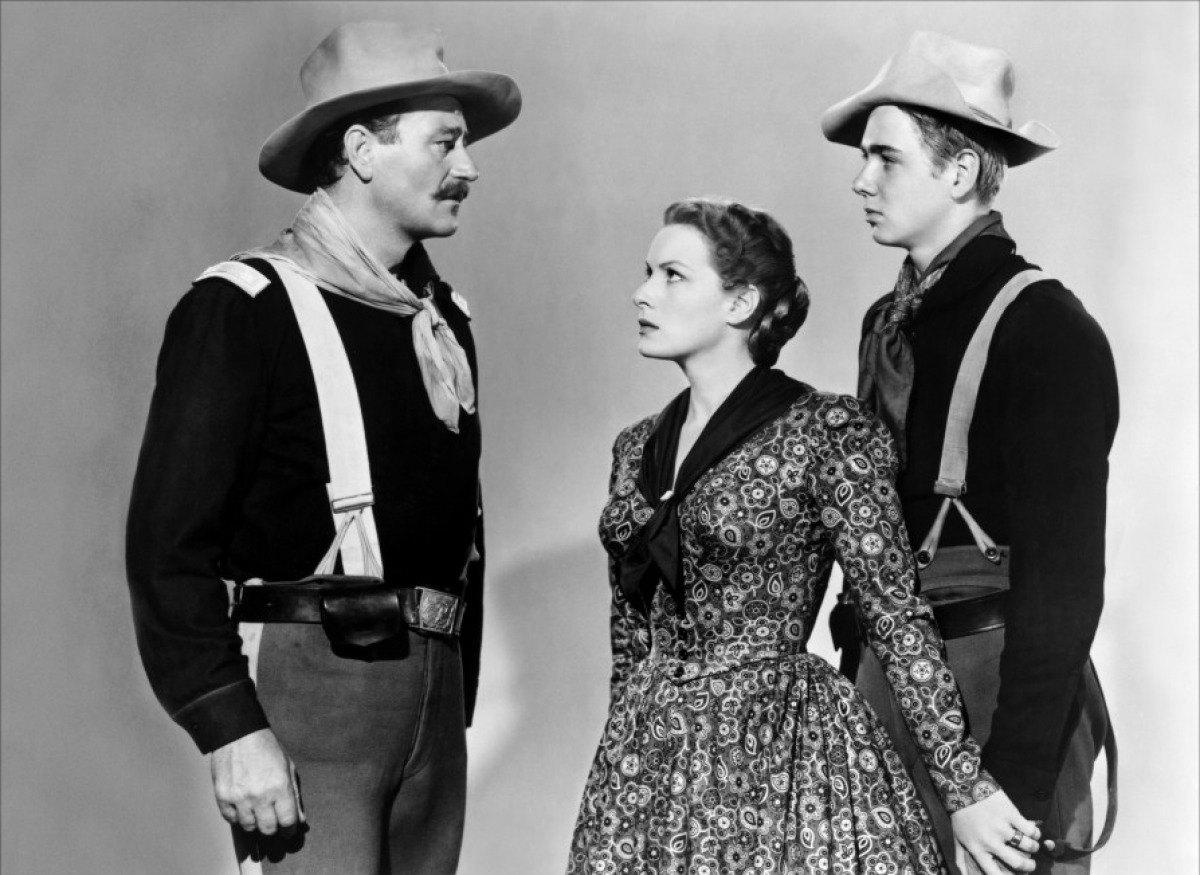
Con John Wayne e Claude Jarman Jr. in Rio Bravo

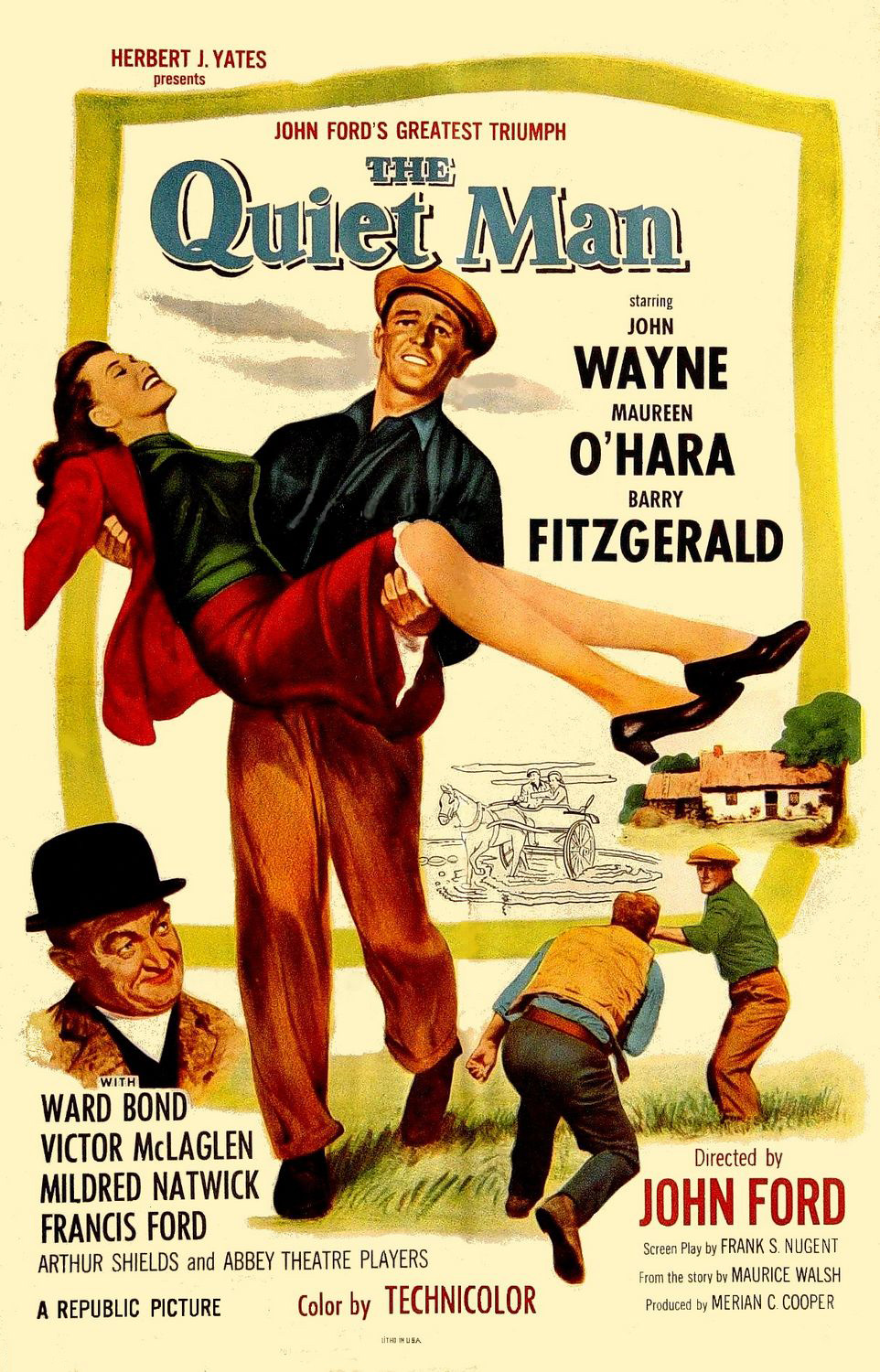
Manifesto di Un uomo tranquillo, con O'Hara e John Wayne

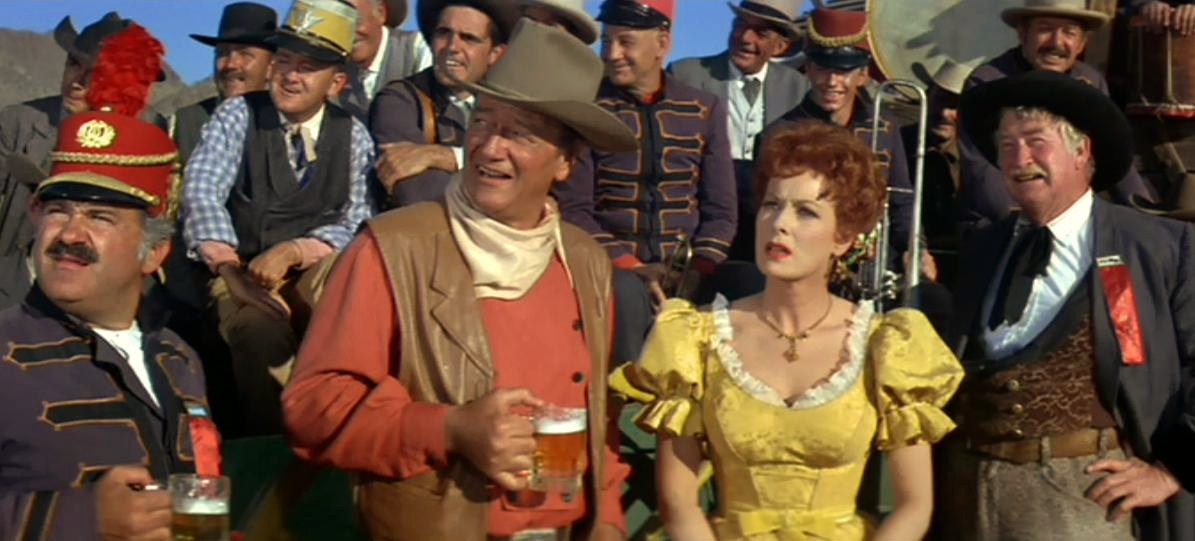
Jack Kruschen, John Wayne, O'Hara e Chill Wills in McLintock!

- My Irish Molly, regia di Alex Bryce (1938)
- La danza dei vagabondi (Kicking the Moon Around), regia di Walter Forde (1938)
- La taverna della Giamaica (Jamaica Inn), regia di Alfred Hitchcock (1939)
- Notre Dame (The Hunchback of Notre Dame), regia di William Dieterle (1939)
- A Bill of Divorcement, regia di John Farrow (1940)
- Balla, ragazza, balla (Dance, Girl, Dance), regia di Dorothy Arzner e Roy Del Ruth (non accreditato) (1940)
- They Met In Argentina, regia di Leslie Goodwins e Jack Hively (1941)
- Com'era verde la mia valle (How Green was my Valley), regia di John Ford (1941)
- Verso le coste di Tripoli (To the Shores of Tripoli), regia di H. Bruce Humberstone (1942)
- I cavalieri azzurri (Ten Gentlemen from West Point), regia di Henry Hathaway (1942)
- Il cigno nero (The Black Swan), regia di Henry King (1942)
- Il sergente immortale (Immortal Sergeant), regia di John M. Stahl (1943)
- Questa terra è mia (This Land Is Mine), regia di Jean Renoir (1943)
- Il passo del carnefice (The Fallen Sparrow), regia di Richard Wallace (1943)
- Buffalo Bill, regia di William A. Wellman (1944)
- Nel mar dei Caraibi (The Spanish Main), regia di Frank Borzage (1945)
- Non dirmi addio (Sentimental Journey), regia di Walter Lang (1946)
- Ogni donna ha il suo fascino (Do You Love Me), regia di Gregory Ratoff (1946)
- Sinbad il marinaio (Sinbad the Sailor), regia di Richard Wallace (1947)
- Splendida incertezza (The Homestretch), regia di H. Bruce Humberstone (1947)
- Il miracolo della 34ª strada (Miracle on 34th Street), regia di George Seaton (1947)
- La superba creola (The Foxes of Harrow), regia di John M. Stahl (1947)
- Governante rubacuori (Sitting Pretty), regia di Walter Lang (1948)
- Hai sempre mentito (A Woman's Secret), regia di Nicholas Ray (1949)
- La strada proibita (Britannia Mews), regia di Jean Negulesco (1949)
- Father Was a Fullback, regia di John M. Stahl (1949)
- Bagdad, regia di Charles Lamont (1949)
- Pelle di bronzo (Comanche Territory), regia di George Sherman (1950)
- I conquistatori della Sirte (Tripoli), regia di Will Price (1950)
- Rio Bravo (Rio Grande), regia di John Ford (1950)
- Jeff, lo sceicco ribelle (Flame of Araby), regia di Charles Lamont (1951)
- I figli dei moschettieri (At Sword's Point), regia di Lewis Allen (1952)
- Kangarù (Kangaroo), regia di Lewis Milestone (1952)
- Un uomo tranquillo (The Quiet Man), regia di John Ford (1952)
- Contro tutte le bandiere (Against All Flags), regia di George Sherman (1952)
- La ribelle del West (The Redhead from Wyoming), regia di Lee Sholem (1953)
- Il maggiore Brady (War Arrow), regia di George Sherman (1953)
- Malaga, regia di Richard Sale (1954)
- La lunga linea grigia (The Long Gray Line), regia di John Ford (1955)
- Il grande matador (The Magnificent Matador), regia di Budd Boetticher (1955)
- Lady Godiva (Lady Godiva of Coventry), regia di Arthur Lubin (1955)
- Lisbon, regia di Ray Milland (1956)
- Everything But the Truth, regia di Jerry Hopper (1956)
- Le ali delle aquile (The Wings of Eagles), regia di John Ford (1957)
- Il nostro agente all'Avana (Our Man in Havana), regia di Carol Reed (1959)
- La morte cavalca a Rio Bravo (The Deadly Companions), regia di Sam Peckinpah (1961)
- Il cowboy con il velo da sposa (The Parent Trap), regia di David Swift (1961)
- Mister Hobbs va in vacanza (Mr. Hobbs Takes a Vacation), regia di Henry Koster (1962)
- McLintock!, regia di Andrew V. McLaglen (1963)
- Quella nostra estate (Spencer's Mountain), regia di Delmer Daves (1963)
- Accadde un'estate (The Battle of the Villa Fiorita), regia di Delmer Daves (1965)
- Rancho Bravo (The Rare Breed), regia di Andrew V. McLaglen (1966)
- Per grazia rifiutata (How Do I Love Thee?), regia di Michael Gordon (1970)
- Il grande Jake (Big Jake), regia di George Sherman (1971)
- Cara mamma, mi sposo (Only the Lonely), regia di Chris Columbus (1991)
- Cent'anni di cinema (A Century of Cinema) (1994) - documentario

### Televisione
- The Red Pony (1973)
- The Christmas Box (1995)
- Cab to Canada (1998)
- The Last Dance (2000)

## Riconoscimenti parziali
- Premio Oscar
  - 2015 – Oscar onorario

## Doppiatrici italiane
- Lydia Simoneschi in Verso le coste di Tripoli, Il cigno nero, Rio Bravo, Sinbad il marinaio, Un uomo tranquillo, I figli dei moschettieri, Il passo del carnefice, Notre Dame, La superba creola, Nel mar dei Caraibi, La lunga linea grigia, Lady Godiva, Contro tutte le bandiere, Il cigno nero, Bagdad, Buffalo Bill, Il nostro agente all'Avana, Questa terra è mia, La ribelle del West, Pelle di bronzo, Jeff lo sceicco ribelle, Lisbon
- Dhia Cristiani in Il miracolo della 34ª strada, Kangarù, Governante rubacuori, Mister Hobbs va in vacanza
- Rosetta Calavetta ne Il cowboy con il velo da sposa, Rancho Bravo
- Renata Marini ne Il maggiore Brady
- Paola Barbara in Com'era verde la mia valle
- Andreina Pagnani in McLintock
- Gemma Griarotti in Le ali delle aquile
- Maria Pia Di Meo in Buffalo Bill (primo ridoppiaggio 1959)
- Rita Savagnone ne I conquistatori della Sirte (ridoppiaggio anni '60)
- Adriana De Roberto in Il grande Jake
- Paola Mannoni in Cara mamma, mi sposo
- Ada Maria Serra Zanetti in Buffalo Bill (secondo ridoppiaggio), Il cigno nero (ridoppiaggio)
- Pinella Dragani in Balla, ragazza, balla (doppiaggio tardivo), Nel Mar dei Caraibi (ridoppiaggio)
- Anna Teresa Eugeni in Sinbad il marinaio (ridoppiaggio)
- Aurora Cancian ne Il miracolo della 34ª strada (ridoppiaggio)
- Antonella Rinaldi in McLintock (ridoppiaggio)
- Emanuela Rossi in La morte cavalca a Rio Bravo (ridoppiaggio)